# Альфред Маєр (гауляйтер)
Альфред Маєр (нім. Alfred Meyer; 5 грудня 1891, Ґеттінґен — 11 квітня 1945, Гессіш-Ольдендорф) — партійний і державний діяч Третього Рейху.

## Біографія
Після закінчення школи в 1911 вступив на військову службу. Учасник Першої світової війни. Офіцер 363-го піхотного полку, командир роти, потім — батальйону. У квітні 1917 року поранений вдруге і потрапив до французького полону. Звільнений у березні 1920 року. Після повернення до Німеччини був демобілізований у чині гауптмана.
Вивчав економіку і право в університетах Лозанни, Бонна і Вюрцбурга. У 1922 році отримав докторський ступінь. Працював юристом. У 1925 році одружився з Доротеєю Капель.
У 1928 році вступив у НСДАП і почав швидко просуватися партійною драбиною: ортсгрупенляйтер в Гельзенкірхені (1928), бецірксляйтер Емш-Ліппе (1929), гауляйтер Північної Вестфалії (з січня 1931).
У 1929 році обраний депутатом міської ради Гельзенкірхена, в 1930 році — рейхстагу.
З травня 1933 року — рейхсштатгальтер Ліппе і Шаумбург-Ліппе, з 1938 року — оберпрезидент Вестфалії.
З 1941 року — заступник Альфреда Розенберга в Імперському міністерстві окупованих східних територій. Брав участь у Ванзейській конференції. У листопаді 1942 року призначений імперським комісаром оборони свого гау. Покінчив життя самогубством.

## Нагороди
- Залізний хрест 2-го і 1-го класу
- Нагрудний знак «За поранення» в чорному
- Почесний хрест ветерана війни з мечами
- Золотий партійний знак НСДАП
- Почесний громадянин міста Бюккебург (1936)
- Золотий почесний знак Гітлер'югенду
- Медаль «За вислугу років у Вермахті» в бронзі та сріблі (15 років)
- Хрест Воєнних заслуг 2-го і 1-го класу без мечів і з мечами